# Gröndals träsk
Gröndals träsk är en sjö i Geta kommun i Åland (Finland). Den ligger i den norra delen av landskapet, 40 km norr om huvudstaden Mariehamn. Gröndals träsk ligger 15 meter över havet. Den ligger på ön Fasta Åland. Arean är 31,2 hektar och strandlinjen är 3,69 kilometer lång. Sjön  ingår i Norra Skärgårdshavets avrinningsområde. 